# Manfred Hofer
Manfred Hofer (Dornbirn, 15 de junio de 1935) es un deportista austríaco que compitió en bobsleigh. Ganó una medalla de plata en el Campeonato Europeo de Bobsleigh de 1966, en la prueba doble.

## Palmarés internacional
| Campeonato Europeo | Campeonato Europeo           | Campeonato Europeo | Campeonato Europeo |
| Año                | Lugar                        | Medalla            | Prueba             |
| ------------------ | ---------------------------- | ------------------ | ------------------ |
| 1966               | Garmisch-Partenkirchen (RFA) | Medalla de plata   | Doble              |